# Ryōichi Kawai
Ryōichi Kawai (japanisch 河合 良一 Kawai Ryōichi; * 1940) ist ein japanischer Jazzmusiker (Klarinette) des Dixieland.

## Wirken
Kawai gründete 1961 die Traditional-Jazz-Band New Orleans Rascals, die er über 60 Jahre leitete. Der Gruppe gehörten Keitaro Shiga (Trompete, Gesang), Tsunetami Fukuda (Posaune), Junichi Kawai (Banjo, Gesang), Yoshiyasu Ozaki (Klavier), Nobuo Ishida (Kontrabass) und Yoichi Kimura (Schlagzeug, Gesang) an. Mit der Band trat er regelmäßig in Osaka und später in weiteren Städten wie Tokyo und Kobe auf. Ab 1963 legte die Gruppe eine Reihe von Alben bei Philips, Victor, Stomp Off, ODJC und weiteren Labels vor, u. a. mit Gastsolisten wie Don Ewell und Alton Purnell, Fumio Nanri, Butch Thompson und Sammy Rimington. 1966 tourte die Band erstmals in den Vereinigten Staaten; 1984 spielte sie auf dem New Orleans Jazz and Heritage Festival, 1991 erstmals in Europa.
Aufnahmen Kawais entstanden außerdem 1963 mit seinem Vorbild und Mentor George Lewis (1963) und der Osaka Jazz Band (1963). Des Weiteren trat er seit 1980 wiederholt mit dem australischen Trompeter Geoff Bull auf. Im Bereich des Jazz war er laut Tom Lord zwischen 1963 und 2002 an 111 Aufnahmesessions beteiligt. Kawei schrieb auch einige Jazztitel wie „Burgundy Street Blues“ mit Tom Sancton.
Die ursprünglich Jimmie Noone gehörende Selmer-Klarinette von George Lewis ging nach dessen Tod im Jahr 1968 in den Besitz von dessen Schüler Ryoichi Kawai über, ebenso die Penzel-Mueller-Klarinette von Lewis, die dieser von Bill Russell erworben hatte.

## Diskographische Hinweise
- George Lewis, The Original Osaka Band: George Lewis in Japan Volume Three (G.H.B.)
- New Orleans Rascals in America (Jazz Crusade, 1966)
- Fumio Nanri with The New Orleans Rascals: Jam Session at Red Arrow (ODJC, 1969)
- Neworleans Rascals [sic]: You Rascal You (Philips, 1973)
- Tom Sharpsteen with New Orleans Rascals: At YMCA Hall Osaka (Magnolia, 1979)
- New Orleans Rascals: Good Old Days: At Shiroi Ijinkan, Kobe (Victor, 1980)
- New Orleans Rascals with Geoff Bull & Hugh De Rosayro (NOR, 1981)
- Butch Thompson with The New Orleans Rascals: 35 Years Anniversary Concert Vol. 2 (NOR, 1997)
- Ryoichi Kawai and The New Orleans Cats (MHR, 2002)
- Sammy Rimington: Plays the Clarinet of George Lewis (Sam Records, 2011)